# Техиру
Техиру (ивр. טהירו‎, ср. араб. طهارة‎, тахир, чистый) — в каббале — первичное пространство творения, возникшего после сжатия Эйн Соф как пространство для сотворённых миров. Александр Дугин определяет техиру как «дно реальности, после отлива Абсолют». Иногда техира воспринимается как пустое пространство (пространство без Бога), однако в саббатианстве его уже населяют решимот (недумающий свет), из которого позже образуются клипот.